# Ceuthophilus stygius
Ceuthophilus stygius är en insektsart som först beskrevs av Scudder, S.H. 1861.  Ceuthophilus stygius ingår i släktet Ceuthophilus och familjen grottvårtbitare. Inga underarter finns listade i Catalogue of Life.